# Brygady sieciowe
Brygady sieciowe (ros. Веб-бригады) – zorganizowane grupy komentatorów, zależne od rosyjskich służb specjalnych, uczestniczące w dyskusjach na forach i blogach internetowych w celu szerzenia dezinformacji i uniemożliwienia rzeczowej obiektywnej dyskusji oraz atakowania poglądów niepożądanych z punktu widzenia polityki rosyjskiej.
Według Piotra Czerskiego, cytowanego przez „Newsweek Polska”, w czasie kryzysu krymskiego polski Internet poddawany jest niespotykanej i właściwie jawnej akcji dezinformacyjnej, sterowanej przez Rosję.
Fenomen masowego atakowania portali internetowych dotyka również portale anglojęzyczne piszące na tematy polityczne, gdzie jest atakowany wizerunek Stanów Zjednoczonych Ameryki. Atakowane są także portale opisujące złe traktowanie homoseksualistów w Rosji.

## Agencja Badań Internetowych
Od 2013 r. w Sankt Petersburgu działa Agencja Badań Internetowych (tzw. fabryka trolli), której właścicielem był bliski współpracownik Władimira Putina, Jewgienij Prigożyn. Jej zadaniem jest m.in. powielanie rosyjskiej narracji, rozprzestrzenianie fałszywych informacji, wywoływanie skrajnych postaw społecznych i politycznych oraz dezinformowanie zagranicznej opinii publicznej. Dysponuje ona miesięcznym budżetem w wysokości 1 mln EUR i zatrudnia ok. 80 osób.
Od osoby zatrudnionej w siedzibie w wiosce Ołgino (przedmieścia Petersburga) wymagane jest dokonanie przynajmniej 100 wpisów w ciągu ośmiogodzinnego dnia pracy. Dniówka wynosiła 1180 rubli (ok. 98 zł), pracownikom przysługuje dodatkowo darmowy posiłek. W ogłoszeniu przejściowo poszukiwano „bloggerów” oraz „komentatora artykułów, copywritera”.